# Agenzia nazionale per l'amministrazione e la destinazione dei beni sequestrati e confiscati alla criminalità organizzata
L'Agenzia nazionale per l'amministrazione e la destinazione dei beni sequestrati e confiscati alla criminalità organizzata (abbreviata in ANBSC), è un'agenzia del governo italiano.
La sede principale è a Roma, ma ci sono sedi secondarie a Milano, Napoli, Palermo e Reggio Calabria. L'attuale direttore è il prefetto Bruno Corda.

## Storia
È stata istituita con il decreto legge 4 febbraio 2010, n. 4 - convertito in legge 31 marzo 2010, n. 50. La disciplina è poi confluita nel d.lgs 6 settembre 2011 n. 159 (cosiddetto Codice delle leggi antimafia).

## Caratteristiche
L'agenzia ha personalità giuridica di diritto pubblico ed è sottoposta alla vigilanza del Ministero dell'Interno, ed ha sede a Roma. È inoltre sottoposta al controllo della Corte dei conti ai sensi dell'articolo 3, comma 4, della legge 14 gennaio 1994, n. 20, e successive modificazioni.

## Organi
Gli organi dell'Agenzia sono:
1. il Direttore;
2. il Consiglio direttivo;
3. il Collegio dei revisori.

Restano in carica per quattro anni e sono rinnovabili per una sola volta. Il direttore è scelto tra i prefetti, viene nominato con decreto del Presidente della Repubblica, su proposta del Ministro dell'interno previa deliberazione del Consiglio dei Ministri.

## Funzioni
Ha il compito di:
- acquisire dei dati relativi ai beni sequestrati e confiscati alla criminalità organizzata nel corso dei procedimenti penali e di prevenzione; acquisizione delle informazioni relative allo stato dei procedimenti di sequestro e confisca; verifica dello stato dei beni nei medesimi procedimenti; accertamento della consistenza, della destinazione e dell'utilizzo dei beni; programmazione dell'assegnazione e della destinazione dei beni confiscati; analisi dei dati acquisiti, nonché delle criticità relative alla fase di assegnazione e destinazione;
- operare in ausilio dell'autorità giudiziaria nell'amministrazione e custodia dei beni sequestrati nel corso del procedimento di prevenzione di cui al libro I, titolo III del Codice antimafia;
- operare in ausilio dell'autorità giudiziaria nell'amministrazione e custodia dei beni sequestrati nel corso dei procedimenti penali per taluni delitti;
- amministrare e destinare i beni confiscati in esito del procedimento di prevenzione di cui al libro I, titolo III del codice delle leggi antimafia;
- amministrare e destinare i beni confiscati in esito a taluni procedimenti penali;
- adozione di iniziative e di provvedimenti necessari per la tempestiva assegnazione e destinazione dei beni confiscati, anche attraverso la nomina, ove necessario, di commissari ad acta.[5]

## Dati sull'attività
Alla data del 1º aprile 2012 l'Agenzia gestiva 10.531 immobili, circa 4000 beni mobili e 1552 aziende: alle sue dipendenze conta 30 unità.
Circa il 33% degli immobili consegnati sono destinati a finalità sociali. Però le statistiche dicono che il 90% delle aziende confiscate alla mafia falliscono in seguito a tale provvedimento, in quanto (rilevazione INAG) viene tolta loro la protezione dei clan, cessa il flusso di denaro illegale a loro destinato, vengono portate alla luce le irregolarità che incidono sui rapporti con fornitori e banche e lo Stato inoltre non sempre riesce a garantire una corretta gestione manageriale di queste imprese. La Sicilia risulta la regione nella quale si trova la maggioranza dei beni confiscati; ben 567 di cui 489 gestiti dall'agenzia.